# Bartramia ruvenzorensis
Bartramia ruvenzorensis är en bladmossart som beskrevs av Brotherus 1877. Bartramia ruvenzorensis ingår i släktet äppelmossor, och familjen Bartramiaceae. Inga underarter finns listade i Catalogue of Life.